# Wacken
Pour les articles homonymes, voir Wacken (homonymie).
Cet article concerne la commune allemande de Wacken. Pour le quartier de Strasbourg, voir Wacken (Strasbourg).
Wacken est une commune allemande dans l'arrondissement de Steinburg du Land de Schleswig-Holstein. La commune accueille l'un des plus grands festivals de heavy metal au monde : le Wacken Open Air, avec 85 000 tickets vendus en 2024 d'après les organisateurs.

## Géographie
Wacken se trouve au nord-ouest de la ville de Itzehoe avec ses 32 319 habitants et à l'est du canal de Kiel.

## Histoire
Wacken fut mentionnée pour la première fois dans un document officiel en 1148.